# Jason Hughes
Jason Hughes, né le 18 décembre 1971 à Porthcawl, est un acteur gallois.

## Jeunesse
Jason Hughes a grandi à Porthcawl, au Pays de Galles, et était membre du National Youth Theatre de Cardiff, où, en 1987, il s'est lié d'amitié avec l'acteur Michael Sheen. Il a continué à étudier le théâtre à l'Académie de Musique et d'Art Dramatique de Londres, et a partagé une maison avec Sheen et l'acteur Hywel Simons, un ami commun.
Le grand-père maternel de Hughes, Raldo Carpinini, était le fils d'un immigrant au Pays de Galles de Bardi, en Italie, qui s'est installé dans la région d' Ammanford, Carmarthenshire, et a finalement rejoint la police et a déménagé à Porthcawl. Hughes a deux demi-sœurs, Kayleigh et Rhian.
Hughes envisageait à l'origine de devenir joueur de rugby à XV. À l'âge de 11 à 12 ans, il suivait des cours d'art dramatique dans son école polyvalente et était très inspiré par son professeur. Hughes parle de ces classes comme « hautement libératrices » quand il était capable de se mettre de côté et d'arrêter d'être conscient de lui-même ; il y avait une certaine sorte de liberté. Pour Hughes, le rugby l'aurait forcé à devenir beaucoup plus grand s'il voulait en faire une carrière et lorsqu'il a été placé au National Youth Theatre du Pays de Galles, il s'est senti plus soutenu.

## Vie privée
Hughes et sa femme, l'actrice devenue créatrice de bijoux Natasha Dahlberg, ont trois enfants, Molly, Max et Carys.

## Films
- Loger! (2000)
- Bleu Phénix (2001)
- Tireurs (2002)
- Mécanicien de tarot (2002)
- Me tuer doucement (2002)
- Désolé (2004)
- Nourrisseur (2005)
- Mercure rouge (2005)
- Mort assez longtemps (2006)

## Télévision
- Brûlure de Londres (1994)
- Le Projet de loi (1995)
- Pratique de pointe (1995)
- Châteaux (1995)
- Victime (1996)
- Fille du roi (1996)
- La Vie en face (1996–97, 2007)
- Étrangers dans la nuit (1995)
- Harry Enfield et Chums (1997)
- La Nativité de Flint Street (1999)
- Plain Jane (2002)
- Réveiller les morts (2003)
- Mine All Mine (2004)
- Mort assez longtemps (2005)
- Inspecteur Barnaby (2005-2013, 2017) : Sergent Ben Jones
- Meurtres au paradis (2017) : la maison Cecile
- Three Girls (2017)
- Marcella, série 2 (2018)
- McDonald et Dodds, saison 4 épisode 3 (2023) : Clive Saunders

## Théâtre
- A Slice of Saturday Night (1992, Theatre Auf Tournee, Allemagne - tournée)
- Macbeth (1994, Théâtre Clwyd)
- L'Invité inattendu (1994, Theatre Royal, Windsor)
- Rien à payer (1995, Thin Language)
- Phaedra's Love (1996, Royal Court Theatre - mise en scène)
- Badfinger (1997, Donmar Warehouse)
- L'illusion (1997, Royal Exchange, Manchester)
- Serpent dans l'herbe (1997, The Old Vic)
- Le lit aux herbes (1998, Royal Shakespeare Company)
- Une vraie affaire chic (1998, Royal Court Theatre)
- Violence et Fils (théâtre de la cour royale à l'étage)
- Look Back in Anger (1999, Lyttelton Theatre)
- In Flame (2000, New Ambassador's Theatre)
- Embrasse-moi comme tu l'entends (2001, Soho Theatre)
- Une aile et une prière (2002, Battersea Arts Center Studio)
- Lutte pour Barbara (2003, Theatre Royal, Bath Theatre Royal, Bath)
- Design for Living (2003, Théâtre Royal, Bath)
- Caligula (2003, entrepôt Donmar)
- 4.48 Psychosis (2004, Royal Court Theatre  et tournée aux États-Unis)

Inspecteur Barnaby (2005 à 2013) invité en 2017
- Dans la pièce voisine (ou The Vibrator Play) (2013, St.James)
- Le bien de notre pays (2015, Théâtre Olivier)
- La chèvre, ou qui est Sylvia? (2017, Théâtre Royal Haymarket)
- Sur Bear Ridge (2019, The Royal Court Theatre, Londres)

## Radio
- Rêve de Baize vert (1995)
- Cadfael : Dead Man's Ransom (1995)
- Une orange mécanique (1998)
- Appel à froid (2003)
- Temps pour Mme Milliner (2003)
- Bulle (2004)
- L'Invité avant toi (2004)
- L'école fonctionne (2006)
- Inspecteur Steine (2007)
- Gîte à la Mer (2007)
- Le Cheval pâle (2017)

## Livres audio
- Encadré (2006)